# Phantolabis
Phantolabis es un género de dípteros nematóceros perteneciente a la familia Limoniidae. Su única especie: Phantolabis lacustris, se distribuye por Michigan, USA.